# Abbots Leigh
Abbots Leigh est une paroisse civile et un village du Somerset, en Angleterre.